# Tsai Chin
Tsai Chin Zhou o Irene Chow (Tianjin (Tientsin), Xina 30 de novembre de 1936) és una actriu i cantant xinesa que ha passat la major part de la seva vida a Xangai. És filla de Zhou Xinfang, actor d'òpera de Pequín, i germana de Michael Chow, actor i propietari d'una cadena de restaurants. Va ser la primera actriu xinesa en unir-se a Royal Academy of Dramatic Art a Londres, i va protagonitzar una versió teatral anomenada "Suzie Wong de Richard Mason". És coneguda per haver protagonitzat cinc pel·lícules de Christopher Lee. Com a cantant va gravar dos discos: The World Of Tsai Chin (1962) i The Western World Of Tsai Chin (1965).

## Infància i adolescència
Tsai Chin va néixer a Tianjin (Tientsin), Xina, on el seu pare estava de gira. És la tercera filla de l'actor i cantant d'òpera de Pequín Zhou Xinfang (1895—1975) i Lilian Qiu (AKA Lilian Ju; 1905–1968). Chin té un germà, el restaurador Michael Chow.
Va créixer a la concessió francesa de Xangai, on (sota el seu nom occidental, "Irene Chow") va rebre una educació multilingüe al Convent del Sagrat Cor, a l'escola Mctyeire (中西女中) a Xangai i a l'escola King George V a Hong Kong. Durant la seva infància, Tsai Chin va ser testimoni de l'ocupació colonial, la invasió japonesa de la Xina, la guerra civil xinesa i la presa de poder pels comunistes el 1949.

## Educació
Carrera
Als 17 anys, va deixar Xangai i va ser enviada a Anglaterra per estudiar a la "Royal Academy of Dramatic Art", on va ser la primera estudiant xinesa a l'acadèmia d'art. Tsai Chin més tard es va convertir en membre associat de la "Royal Academy of Dramatic Art". Va obtenir un màster a la Universitat Tufts de Boston, Massachusetts.

El primer paper significatiu de Tsai Chin va arribar quan va ser elegida a la pel·lícula The Inn of the Sixth Happiness (1958), en la qual va interpretar la filla adoptiva del personatge d'Ingrid Bergman. La seva gran oportunitat, però, va arribar quan dos espectacles de Broadway van arribar a Londres al mateix temps. Inicialment, Tsai Chin va ser un dels dos protagonistes del musical Flower Drum Song (en català Promeses sense promès). No obstant això, també va fer una audició per a l'obra The World of Suzie Wong per a la qual se li va oferir el paper principal. El Daily Mail va citar Chin dient: "Vaig tenir una decisió terrible a prendre". Ella va optar per interpretar a Suzie Wong al "Prince of Wales Theatre", Londres (1959-1961), on va veure el seu nom en llums per la primera vegada. L'obra, generalment criticada per la crítica, va ser un èxit comercial. Chin va obtenir bones crítiques, amb Milton Shulman de l'Evening Standard dient: 
| « | "Tsai Chin és una criatura encantadora amb tota la vivacitat, la simplicitat i les ràfegues d'un temperament oriental impredictible". Harold Hobson del Sunday Times va dir: "Tsai Chin que té una bellesa clara i un talent considerable." | » |

Per compensar a Tsai Chin per no haver pogut fer el musical Flower Drum Song, el productor, Donald Albery va concedir la seva petició de cantar una cançó a The World of Suzie Wong. Va triar una cançó xinesa lírica, Second Spring" (第二春), que va ser traduïda a l'anglès com The Ding Dong Song, de Lionel Bart. Tsai Chin va gravar la cançó el 1960 per a Decca Records a Londres. El senzill, arranjat i dirigit pel director musical Harry Robinson, es va convertir en un èxit, especialment a Àsia.

Tsai Chin va seguir aquest èxit gravant diversos senzills més i dos LP, incorporant més tard moltes d'aquestes cançons, escrites específicament per a ella, en una actuació de cabaret que va interpretar de 1961 a 1966. A més de fer una gira pel seu espectacle de cabaret per tot el Regne Unit, també va actuar als llocs més exclusius de Londres, com ara el Dorchester, el Savoy, la Society, i sovint Quaglino's i Allegro, compartint cartell amb David Frost, aleshores al començament de la seva il·lustre carrera. El seva actuació de cabaret també es va emetre per televisió a Suïssa i als Països Baixos. Variety la va anomenar una animadora intel·ligent, amb la major part del seu material fet a mida per a la seva personalitat. LEvening News de Londres va quedar 
| « | "impressionat... per la manera com va mantenir el seu públic, no va ser un murmuri ni tan sols el soroll d'una peça de coberteria." | » |

- The World of Tsai Chin (1962) LK 4501 (mono i stereo)
- The Western World of Tsai Chin (1965) LK 4717 (mono)

## Dècada de 1960
A part del seu cant, va interpretar a Juicy Lucy a The Virgin Soldiers al costat de Lynn Redgrave (1969), dirigida per John Dexter; va ajudar a "assassinar" Sean Connery a You Only Live Twice (en català Només es viu dues vegades 1967); Va treballar per Michelangelo Antonioni a Blow Up (1966) i per Fred Zinnemann a Man's Fate (1969), quan malauradament l'estudi de la MGM es va ensorrar abans que el rodatge amb prou feines comencés. De 1965 a 1969, va fer cinc pel·lícules al costat de Christopher Lee com Lin Tang, filla de Fu Manxú, un gran malvat xinès que intenta dominar el món. Tan bon punt va estar en condicions de fer-ho, va lluitar perquè els papers asiàtics fossin més versemblants.
El seu treball escènic en aquest moment incloïa papers principals a The Gimmick, amb Donald Sutherland, al "Criterion Theatre, West End" (1962); The Magnolia Tree, al "Royal Lyceum", Edimburg (1966); Mrs. Frail in Love for Love, de William Congreve, a Watford (1970); i de gira pel Regne Unit en el paper principal de The Two Mrs. Carrolls (en català The Two Mrs. Carrolls, 1969), amb Paul Massie.
Tsai Chin va fer el seu debut televisiu al popular drama hospitalari britànic, Emergency Ward 10, ITV, després Dixon de Dock Green, BBC (1965), The Man of The World (1963), International Detective (1960) ITV i The Troubleshooters (1967). El 1962, va viatjar a la ciutat de Nova York per primera vegada com a estrella convidada d'un especial de Nadal The Defenders. El 1964 va tenir un paper recurrent a TW3, curt de That Was The Week That Was, un popular programa de comèdia satírica que en aquell moment era un nou concepte a la televisió presentat per David Frost i produït per Ned Sherrin. També va protagonitzar amb Roy Kinnear i Lance Percival a Five Foot Nine Show, i més tard va protagonitzar el seu propi programa, On Your Own per a ITV (1965). Va ser convidada a cantar en una infinitat de programes de varietats, "talk shows" i fins i tot shows de jocs durant aquest temps. La seva popularitat era tan alta en aquell moment que fins i tot tenia un lleopard xinès al zoològic de Londres que portava el seu nom.

La Revolució Cultural va començar l'any 1966. La Xina es va tancar de la resta del món i els artistes van ser purgats, cosa que va acabar amb la vida dels seus pares; descrivint la dècada de 1960 el 2020, va dir: 
| « | "Mentre nosaltres a Londres vam començar a canviar i estimant, la Xina va començar a balancejar-se però a odiar. Els meus pares van patir i van morir." | » |

## Dècada de 1970
Va dir: 
| « | "Un altre problema per als actors minoritaris és que sovint no treballem amb diàlegs bonics. I hi havia menys possibilitats de treballar amb grans directors i actors. És llavors quan pots aprendre molt". | » |

El 1972, Tsai Chin, va retratar Wang Guangmei a The Subject of Struggle, un docudrama dirigit per Leslie Woodhead, per a Granada. La seva actuació com a Wang, dona de Liu Shaoqi, el principal rival del president Mao, i la pel·lícula sobre el seu judici pels Guàrdies Rojos van ser elogiades per unanimitat. "Tot està fet de manera brillant" The Sunday Times; De l'actuació de Chin: "Tocat magníficament", Clive James de The Observer; "El programa més important de la nit... interpretat de manera brillant i inoblidable per Tsai Chin", Tom. Hutchinson, Evening Standard TV guide; i per la crítica Elizabeth Crawly, Evening Standard: "Tsai Chin deixa El món de Suzie Wong molt enrere amb aquesta actuació valenta i demacrada." Va ser un paper que va poder identificar, amb, ja que el seu pare estava patint el mateix tracte brutal a la Xina. A més, era gairebé la primera vegada que se li demanava a Tsai Chin que interpretés una persona madura i intel·ligent amb profunditat i complexitat, molt lluny dels seus rols estereotipats habituals. Per primera vegada, va retratar una persona real, no un estereotip; a la seva autobiografia escriu: 
| « | "Per primera vegada, l'artista i la dona que hi ha dins meu es van conèixer per fi." | » |

 Aquesta pel·lícula significaria el final de la primera fase de la carrera d'actriu de Tsai Chin. A Londres, Tsai Chin va patir una ruïna financera a Londres i va tenir problemes de salut mental, influenciada per la mort dels seus pares. Només es va sentir capaç de tornar a la Xina després de la mort de Mao.
A mitjans de la dècada de 1970, Tsai Chin va anar a Amèrica i es va convertir en membre de "The Cambridge Ensemble", un grup experimental multiracial en el que llavors es coneixia com "el millor teatre de Boston". Sota la direcció de Joann Green, se li va donar l'oportunitat d'interpretar dones fortes en clàssics occidentals, com ara Clitemnestra a Orestíada (1977), amb Tim McDonough com Agamèmnon. Kevin Kelly, de "The Boston Globe", va dir: "Tsai Chin és una meravella de gel." Jon Lehman de "The Patriot Ledger" va dir: "Una gran actuació, una representació que ens mostra per què Clitemnestra és un dels grans personatges femenins de tots els temps." El 1977, va interpretar a Hester Prynne a The Scarlet Letter (en català La lletra escarlata (novel·la)), de nou amb Tim McDonough com el reverend Arthur Dimmesdale. Ken Emerson, de "The Boston Phoenix", va dir: "Es necessita una actriu prodigiosament dotada i subtil per seguir les indicacions escèniques de Hawthorn". Arthur Friedman a "The Real Paper"" va dir: "La representació de Chin és fantàstica perquè arriba al cor sense inclinar-se a la teatralitat sentimental."
Tsai Chin va començar a fer cursos d'estudis de Shakespeare a la Universitat Harvard. Això va ser seguit per la seva inscripció a temps complet a la Universitat de Tufts, on va obtenir un màster en teatre el 1980. Més tard va rebre l'Associació d'antics alumnes de la Universitat de Tufts per al servei distingit a la professió el 1994. Per complementar la seva beca, va ensenyar interpretació i la va fer. El debut del director a The Lover (1979) de Harold Pinter. El projecte del seu màster va ser Crime a Goat Island d'Ugo Betti, protagonitzat pel seu company d'estudi Oliver Platt, i va ser la seva entrada al "American College Theatre Festival" (1980).
El final de la dècada de 1970 va coincidir amb el final de la Revolució Cultural a la Xina. Mao va morir el 1976, artistes i intel·lectuals van ser reintegrats i les universitats van tancar durant deu anys. Tsai Chin es va convertir en la primera professora de teatre convidada des de l'estranger pel ministre de Cultura a la Xina des de la retirada del Teatre d'Arts de Moscou als anys cinquanta.

## Dècada de 1980
El 29 de març de 1980, Tsai Chin es va reunir amb el col·lega del seu pare Cao Yu (曹禺). La reunió va tenir lloc a la ciutat de Nova York, quan Arthur Miller havia acollit el dramaturg a l'Escola d'Afers Internacionals de la Universitat de Colúmbia. Aquesta reunió va donar lloc a una invitació per part del Departament de Cultura Xinès per tornar al seu país d'origen després d'un quart de segle d'absència per donar classe a l'Acadèmia Central d'Art Dramàtic (中央戏剧学院), a Pequín el 1981. Abans de marxar per a la Xina, Jill Tweedie va escriure un article sobre ella a "The Guardian": 
| « | "Després dels 40 anys, la petita Suzie Wong Sex Kitten s'ha convertit en un ésser humà madur, coneixedor, emocionant i emocionat". El 1982, va dirigir la primera producció xinesa de La tempesta de William Shakespeare, "inspirant-se en la tradició teatral xinesa i l'actuació interna occidental". | » |

Després de treballar a la Xina, Tsai Chin va tornar a Londres, on va passar la major part de la dècada servint d'enllaç cultural entre la Xina i el Regne Unit, on, entre molts projectes, Chin va ajudar a connectar el "British Arts Council" amb les arts teatrals a la Xina i va introduir les produccions de l'Òpera de Pequín. Durant aquest temps va fer molts viatges a Hong Kong per ajudar a transformar l'"Hong Kong Repertory Theatre" en una companyia de teatre totalment professional, ensenyant i presentant les obres d'Anton Txékhov als estudiants de Hong Kong. A Hong Kong, va dirigir la producció d'estrena asiàtica de The Seagull (1982) i posteriorment Shakespeare's Twelfth Night (en català Nit de Reis, 1988), a més de ser consultora de l'Acadèmia d'Arts Escèniques de Hong Kong (1993).
El 1988, la seva autobiografia, "Daughter of Shanghai", per encàrrec de Carmen Callil de "Chatto & Windus", es va publicar a Anglaterra i es va convertir en un best-seller mundial. Polly Toynbee de The Guardian va dir: "El món de Tsai Chin ha estat molt més interessant que The World of Suzie Wong, l'obra que la va convertir en una estrella". Richard West de "The Sunday Telegraph" va escriure: "Una història de vida extraordinària i de vegades tràgica." Beth Duff a New York Times Book Review va escriure: "Recompte captivador... entrellaçat hàbilment el glamur i la desesperació". Jean Fritz al Washington Post i l'International Herald Tribune: "El cor d'aquest llibre rau en el seu conflicte mentre intentava sentir-se com a casa en dues cultures... aquest és el seu triomf". El 1989, la filla de Xangai va ser votada". Un dels deu millors llibres de l'any (十本好书)" de Hong Kong TV Cultural Group.
A finals de la dècada de 1980, Tsai Chin va reprendre la seva carrera d'actriu tornant al West End de Londres amb M. Butterfly (1989), de David Henry Hwang, protagonitzada per Anthony Hopkins i Glen Goei, dirigida per segona vegada per John Dexter. Va ser durant aquesta producció quan Amy Tan, autora de The Joy Luck Club, va entrar al seu vestidor al "Shaftesbury Theatre" de Londres.

## Dècada de 1990
L'any 1990, Tsai Chin va interpretar el paper principal en el drama d'una dona d'Henry Ong, Madame Mao's Memories in London, que va ser especialment irònic pel fet que el pare de Chin va ser purgat personalment per Madame Mao i la mare de Chin va morir a causa de la brutalitat dels Guàrdies vermelles. L'obra, dirigida per Glen Goei i representada a The Latchmere, va ser l'entrada més popular de la ciutat. Sheridan Morley a l'Herald Tribune International va dir: "Ella aporta a aquest estudi de Madame Mao en derrota una tremenda valentia i intensitat dramàtica...És el triomf de Tsai Chin fer-nos fer més que odiar-la", autobiografia, va comentar, "estava decidida a ser molt més just en la meva representació d'ella que no ho va ser mai amb el meu pare".
L'última actuació d'actuació de Tsai Chin al Regne Unit va ser a Bodycount de Les Smith, per a Rear Window, Channel 4 (1993).
El 1993, Tsai Chin va assumir un paper que dinamitzaria la seva carrera d'actriu i canviaria la seva vida una vegada més quan va interpretar el paper de la tia Lindo al molt popular The Joy Luck Club. Quan va sortir "Joy Luck Club", va rebre avisos favorables. "Gene Siskel va dir de la seva actuació:" Espero que els votants de l'Acadèmia no la passin per alt perquè no és un nom familiar. Repetiré el seu nom". Aquestes paraules es van repetir tant a Variety com a Hollywood Reporter sota el títol "Memo". a l'Acadèmia" Janet Maslin de The New York Times: "Malgrat el seu enorme repartiment, la pel·lícula és pràcticament robada per Tsai Chin." Però la pel·lícula no va rebre cap premi en cap categoria. L'endemà de les cerimònies de premis, a la portada de la secció Arts & Leisure del New York Times, Maslin va tornar a escriure: "Disney va recolzar massa actrius?" Chin es va traslladar a Los Angeles als 62 anys.

## Hollywood
Després de traslladar-se a Hollywood, Tsai Chin va rebre immediatament el lideratge en un pilot de televisió d'una hora Crowfoot (1994) de Magnum, P.I. productor Donald P. Bellisario. La sèrie no es va recollir. El 1995, va interpretar a Brave Orchid a The Woman Warrior de Maxine Hong Kingston, dirigida per Sharon Ott, per la qual va rebre el premi "Los Angeles Drama Critic Circle Award".
A continuació, Tsai Chin va interpretar el paper d'Eng Sui-Yong a Golden Child de David Henry Hwang, nominada al Tonyal, dirigida per James Lapine, que finalment va ser a Broadway, Longacre Theatre (1995–1998), i per la qual va guanyar un premi Obie i va ser nominada al premi Helen Hayes. Laurie Winer, de Los Angeles Times, va comentar sobre la seva actuació com a primera dona: "El seu descens a l'addicció a l'opi és força esgarrifós." Ben Brantley, The New York Times: "[Chin] suggereix una versió asiàtica de Bette Davis".
Altres actuacions van incloure papers en tres obres de Chay Yew: Half Lives, dirigida per Tim Dang a "East West Players" (1996); Wonderland, a La Jolla Playhouse; i l'adaptació de La casa de Bernarda Alba de Federico García Lorca, interpretant a Maria Josefa, la mare boja de Bernarda de Chita Rivera, dirigida per Lisa Peterson al "Mark Taper Forum" (2002).
Altres treballs en aquesta època incloïen: la veu de Popo al diürn Popo i The Magic Pearl (1996); una excèntrica Madame Wu al drama televisiu The Diary of Ellen Rimbauer (2003); i l'àvia Wu a Wendy Wu: Homecoming Warrior (2006), protagonitzada per Brenda Song com Wendy Wu.
El 2003 i el 2004, Tsai Chin va actuar al Hollywood Bowl, a la Xina Night, recitant poesia amb el suport d'una orquestra de cent peces, dirigida per John Mauceri, el fundador de l'Hollywood Bowl Orchestra. Va ser convidada en nombroses sèries de televisió, sobretot el paper recurrent com a Helen, la mare frívola de Sandra Oh, a Grey's Anatomy, i recentment Royal Pains.
Tsai Chin va fer nombroses pel·lícules independents i molts llargmetratges, especialment com a Chairman Xu a Red Corner (1997), Auntie in Memoirs of a Geisha (2005) i Madame Wu al thriller de James Bond Casino Royale (2006). L'any 2008, se li va oferir un paper de la vídua Jia (贾母) en una magnífica adaptació de Dream of the Red Chamber (en català El somni del pavelló vermell, (红楼梦), la novel·la clàssica més estimada de la Xina del segle xviii. Aquesta va ser la primera vegada que tornava a treballar com a actriu a la Xina i va passar més d'un any completant els 50 episodis (2010).
De tornada a Los Angeles, Tsai Chin va acceptar el paper principal d'una dona que pateix Alzheimer a Nani, una pel·lícula de tesi de l'AFI dirigida per Justin Tipping, que va guanyar el premi de l'Acadèmia de l'Estudiant i el DGA Student Film Award (2012).
El 2014, va aparèixer a Marvel's Agents of S.H.I.E.L.D., reunint-se amb la seva coprotagonista del Joy Luck Club, Ming Na, per interpretar la mare de Melinda May.
Tsai Chin va aparèixer en dos episodis de Getting On de HBO. La seva autobiografia, Daughter of Shanghai, s'ha publicat en deu versions.

## Filmografia
Films
- El pont del riu Kwai (The Bridge on the River Kwai) (1957) "Tokyo Rose" (veu)
- Yangtse Incident (1957) "Sampan girl"
- The Inn of the Sixth Happiness (1958) "Sui Lan"
- Violent Playground (1958) "Primrose"
- The Treasure of San Teresa (1959) "1st girl in fight"
- The Cool Mikado (1962) "Pitti Sing"
- El rostre de Fu Manxú (The Face of Fu Manchu) (1965) "Lin Tang"
- Invasion (1966) "Nurse Lim"
- Blow Up (Blow-Up) (1966) "Receptionist"
- Les núvies de Fu Manxú (The Brides of Fu Manchu) (1966) "Lin Tang"
- La venjança de Fu Manxú (The Vengeance of Fu Manchu) (1967) "Lin Tang"
- You Only Live Twice (1967) "Ling" (apareixent amb el seu germà, Michael Chow)
- The Blood of Fu Manchu (1968) "Lin Tang"
- The Castle of Fu Manchu (1969) "Lin Tang"
- Man's Fate (1969) (unfinished)
- The Virgin Soldiers (1969) "Juicy Lucy"
- Rentadick (1972) "Madam Greenfly"
- The Joy Luck Club (1993) "Auntie Lindo"
- El laberint roig (Red Corner) (1997) "Chairman Xu" (dir. Jon Avnet)
- The Magic Pearl (1997) "Popo" veu
- Journey from the Heart (1999) "Grandma Lee"
- The Gold Cup (2000) "Ma"
- Titan A.E. (2000) "Old woman" (voice)
- Long Life, Happiness & Prosperity (2002) "Hun Ping Wong"
- The Interpreter (2005) "Luan"
- Memòries d'una geisha (Memoirs of a Geisha) (2005) "Auntie"
- Wendy Wu: Homecoming Warrior (2006) "Grandma Wu"
- Casino Royale (2006) "Madam Wu"
- Year of the Fish (2007) "Mrs. Su"
- Nani (2011) "Nani"
- A Leading Man (2012) "Lo Mei An"
- Now You See Me 2 (2016) "Bu Bu"
- The Jade Pendant (2016) "Madame Pong"[34]
- Lucky Grandma (2019) "Grandma"
- Abominable (2019) "Nai Nai" (voice)
- Shang-Chi and the Legend of the Ten Rings (2021) Waipo

## Televisió
- International Detective (1960) (TV series) "Suma Hau"
- The Defenders (1961) (TV series) "Parma Gideon"
- Man of the World (1963) (TV series) "Souen"
- That Was The Week That Was (1963) (TV series)
- The Five Foot Nine Show (1964) (TV)
- On Your Own (1965) (TV)
- Dixon of Dock Green (1965) (TV series) "Ana Man Ning"
- The Troubleshooter (1967) (TV series)
- The Subject of Struggle (1971) (TV docudrama) "Wang Kwangmei"
- Window: Bodycount (1973) (TV)
- Chicago Hope (1994) (TV series)
- Crowfoot (1994) (TV series) "Det. Lisa Ishima"
- Byrds of Paradise (1994) (TV series) "Teacher"
- Sisters (1994) (TV series) "Rita Kwan"
- The West Side Waltz (1995) (TV)
- Due South Chinatown "Mrs Lee" (1995 TV Series)
- Under Suspicion (1995) (TV series)
- Fantasy Island (1998) (TV series) "Rita"
- Strong Medicine (2001) (TV series) "Jin Jae"
- The Diary of Ellen Rimbauer (2003) (TV) "Madam Wu"
- Avatar: l'últim mestre de l'aire (Avatar: The Last Airbender) (2005) (TV series) "Aunt Wu" (veu)
- Grey's Anatomy (2005) (TV series) "Mrs. Helen Rubenstein"
- The Evidence (2006) (TV series) "Joon Huang"
- Chasing the Hollywood Dream (2005) (TV)
- Hollywood Chinese (2007) (TV documentary)
- Side Order of Life (2007) (TV series) "Mai Thuy"
- The Dream of Red Mansions (original title: Hong Loumeng 红楼梦) (2010) Leading role: "The Dowager Jia (贾母)" 50 episodes – China
- Royal Pains (2012) (TV series) "Mrs. Sesumi"
- Nice Girls Crew (2012) (Web series) "Lady Lee"
- Marvel's Agents of S.H.I.E.L.D. (2014) (TV series) Lian May
- Getting On (2014) (TV series) "Ruth Lee"
- We Bare Bears (2018) (TV series) "Linda" (veu)
- The Three-Body Problem (TBA)

## Treball escènic
- The Final Ace (1956) "Jennie"; New Lindsey Theatre, London
- The Chinese Classical Theatre (1957) "Compere"; The Drury Lane, London
- Princess and the Swineherd (1957) "Princess"; Arts Theater, London
- Ali Baba (1958) "Princess"; Dundee Repertory Theatre, Doncaster, UK
- The World of Suzie Wong (1959) Title role; Prince of Wales Theatre, London
- Night of 100 Stars (1960) Revue sketch in aid of Actor's orphanage, led by Lord Olivier, London
- The Gimmick (1962) "Gabby Lee"; Criterion Theatre, London
- The Magnolia Tree (1966) "Kesa"; Royal Lyum, Edinburgh
- The Two Mrs. Carrols (1969) Title role; UK tour
- Love For Love (1970) "Mrs. Frail"; Palace Theatre, Watford, UK
- Fanshen (1976) "Hu Hsueh-chen"; The People's Theatre, Boston
- The Orestaia (1977) "Clytemnestra"; The Cambridge Ensemble, Boston
- Agamemnon (1977) "Clytemnestra"; Norfork Prison for Lifers, Massachusetts
- The Scarlet Letter (1977) "Hester Prynne"; The Cambridge Ensemble, Boston. (Best performance, The Real Paper)
- Puntila and Matti (1977) "Eva"; The Cambridge Ensemble, Boston
- Br'er Rabbit (1978) "Sister Terrpin"; The Cambridge Ensemble, Boston
- M. Butterfly (1989) "Suzuki" "Comrade Chin"; Haymarket Theater, Leicester, UK; Shaftesbury Theatre, London
- Madame Mao (1990) "Madame Mao"; Liverpool Playhouse
- Madame Mao's Memories (1990) "Madame Mao"; Latchmere Theatre, London
- The Woman Warrior (1995) "Brave Orchid"; James A. Doolittle Theatre, Los Angeles (LA Drama Critics Circle Award)
- Fishes (1995) "Mother," "Fish"; Taper Lab New Work Festival, Los Angeles
- Golden Child (1996) "Eng Sui-Yong"; The Public Theater, New York
- Half Lives (1996) "woman"; East West Players, Los Angeles
- Golden Child--"Eng Sui-Yong": (1997) South Coast Repertory; (1989) Victoria Theatre, Singapore; (1998) ACT, San Francisco; (1998) The Kennedy Center, Washington, D.C. (nom. Helen Hayes Award); Longacre Theater, New York.
- Fabric (1999) "Auntie Suni"; Singapore Arts Festival
- Wonderland (1999) "Woman"; La Jolla Playhouse, La Jolla, California
- House of Bernarda Alba (2002) "Maria"; Mark Taper Forum, Los Angeles
- China Night (2003–04) Hollywood Bowl
- The Vagina Monologues (2007) "I Was There in the Room"; Aratani Japan Asian Theater, Los Angeles

## Discografia
- The Ding Dong Song/The Second Spring (第二春) F-11192 (7" single)
- The Chinese Charleston/How Shall I Do It? F-11489 (7" single)
- Buttons and Bows/Woa Yaw Nee F-11595 (7" single)
- Any Old Iron/School in Cheltenham F-11737 (7" single)
- Good Morning, Tokyo (1964 Tokyo Olympic theme for British Television)/I Love A Man (from "Maggie May") F-12039 (7" single)
- The World of Tsai Chin (LP)
- The Western World of Tsai Chin (LP)

## Direcció
- The Journey (1978) Boston Public Schools
- The Lover (1979) Tufts University
- Crime on Goat Island (1980) Tufts University
- The Tempest (1981) Central Academy of Dramatic Art, Beijing (中央戏剧学院)
- The Seagull (1982) Hong Kong Repertory Theatre
- Twelfth Night (1987) Hong Kong Repertory Theatre

## Ensenyament
- Drama Therapy (1963) Holloway Prison, London
- Theatre workshop for adolescents in Chinatown (1976) Boston
- Acting instructor (1977–1979) Tufts University Drama Department, Medford, Massachusetts
- Workshop for Title VII Theatre Arts Staff (1978) The School Committee of the City of Boston
- Acting instructor (1981) Central Academy of Dramatic Art, Beijing (中央戏剧学院， 表演系78班)
- Master Class (1982) Shanghai Academy of Dramatic Art, Shanghai (上海戏剧学院)

## Premis
- Associate Member, Royal Academy of Dramatic Art, London (1964)
- Voted one of London's "Women of the Year" (1964)
- The London Zoo names Chinese leopard "Tsai Chin" (1965)
- The World Who's Who of Women, Cambridge, England (1973)
- Honorary Board of National Center for Women in Performing and Media Arts, Boston (1978)
- Distinguished Service to Profession, Tufts University Alumni Association (1994)
- Los Angeles Drama Critics Circle (1995) The Woman Warrior
- Obie Award (1997) Golden Child
- Helen Hayes Award nominee (1998) Golden Child
- Ammy Lifetime Achievement Awards
- Achievement Award (2007) Chinese Performing Arts Foundation, San Francisco.